# Samtgemeinde Brome
La comunità amministrativa di Brome (Samtgemeinde Brome) si trova nel circondario di Gifhorn nella Bassa Sassonia, in Germania.

## Suddivisione
Comprende 7 comuni:
1. Bergfeld
2. Brome (comune mercato)
3. Ehra-Lessien
4. Parsau
5. Rühen
6. Tiddische
7. Tülau

Il capoluogo è Brome.